# Моделювання атмосферної дисперсії
Моделювання атмосферної дисперсії - це  математичне моделювання поширення  забруднювачів повітря в   атмосфері. Воно здійснюється за допомогою комп'ютерних програм і  алгоритмів, що імітують дисперсію забруднювача. Дисперсійні моделі використовуються для оцінки концентрації забруднювачів повітря або токсинів, що викидаються з джерел, таких як промислові підприємства, автомобільний рух або випадкові викиди хімічних речовин. Вони також можуть бути використані для прогнозування майбутніх концентрацій в конкретних сценаріях. Таким чином, дисперсійні моделі є домінуючим типом моделі, використовуваної при формуванні політики якості повітря. Вони є найбільш корисними при дослідженні забруднюючих речовин, які розосереджені на великі відстані і які можуть вступати в реакцію в атмосфері. Ці моделі також використовуються для забруднюючих речовин, які мають дуже високу просторово-часову мінливість (тобто мають дуже велику відстань до початкового розпаду, таких як вуглець) і для епідеміологічних досліджень статистики земельного використання.

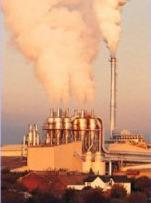
Джерело промислового забруднення повітря

Дисперсійні моделі мають важливе значення для державних установ, які відповідають за захист і управління якістю атмосферного повітря. Моделі, як правило, використовується для визначення того, чи промислові об'єкти діють згідно з національними стандартами навколишньї якості повітря (NAAQS) в  Сполучених Штатах). Моделі також служать для надання допомоги в розробці ефективних стратегій управління з метою зниження викидів шкідливих речовин в атмосферу. Для боротьби із забрудненням атмосферного повітря в Україні затверджено стандарти якості повітря (гранично допустимі концентрації ГДК) на базі яких здійснюються всі заходи щодо збереження чистоти довкілля. У 1951 р. в СРСР вперше в світі були встановлені національні стандарти у вигляді ГДК для найпоширеніших атмосферних забруднень. Зараз у нашій країні нормовано вміст в атмосферному повітрі населених пунктів понад 160 токсичних хімічних сполук.
Моделі розсіювання повітря також використовують для планування  випадкових викидів хімічних речовин, визначення наслідків аварійних викидів небезпечних або токсичних матеріалів. Аварійні викиди можуть стати причиною пожежі або вибуху, які пов'язані з небезпечними матеріалами, такими як хімічні речовини або радіонукліди. Результати моделювання дисперсії можуть забезпечити оцінку розташування зон впливу та концентрацій в навколишньому середовищі. Відповідні захисні заходи можуть включати в себе евакуацію або укриття на місці для осіб, які перебувають в підвітрянийому напрямку.
Моделі дисперсій відрізняються залежно від методів, що використовуваної для розробки моделі, але всі вони вимагають вхідних даних:
- Метеорологічні умови, такі як швидкість і напрям вітру, кількість атмосферної  турбулентності, температура навколишнього повітря, хмарність та сонячна радіація.
- Концентрація або кількість токсинів в емісії і температура матеріалу
- Викиди або такі параметри, як висота розташування джерела, тип джерела (тобто, вогонь, басейн або вентиляційний стік) і швидкість виходу, температура на виході і швидкість вивільнення.
- Підвищення території в місці розташування джерела і на місці об'єктів що знаходяться під впливом джерела, такі як прилеглі будинки, школи, підприємства і лікарні.
- Розташування, висота і ширина яких-небудь перешкод (наприклад, будівель або інших споруд) на шляху випромінюваного газового факела, шорсткість поверхні (або більш загальне означення -  «сільська» або «міська» місцевість).

Моделі розсіювання в атмосфері також відомі як атмосферні дифузійні моделі, моделі розсіювання повітря, моделі якості повітря і моделі розсіювання забруднення повітря.

## Гаусові моделі
Гаусові моделі засновані на гіпотезі ,що розподіл часток у потоці або хмарі близький до нормального.

### Нестаціонарна Гаусова модель
Рівняння, що описує розподіл забруднюючої речовини для нестаціонарного випадку 

{\displaystyle C(x,y,z,t)={\frac {Q}{(2\pi )^{3/2}\sigma _{x}\sigma _{y}\sigma _{z}}}\exp[-{\frac {((x-x_{0})-ut)^{2}}{2\sigma _{x}^{2}}}]\exp[-{\frac {(y-y_{0})^{2}}{2\sigma _{y}^{2}}}]\{\exp[-{\frac {(z-H)^{2}}{2\sigma _{z}^{2}}}]+\exp[-{\frac {(z+H)^{2}}{2\sigma _{z}^{2}}}]\}}
- {\displaystyle C(x,y,z,t)} - Концентрація забруднюючої речовини в точці з координатами {\displaystyle x,y,z} в момент часу {\displaystyle t}, [г/м 3]
- {\displaystyle Q} - потужність безперервного точкового джерела забруднення, [г/с] (тут просто кількість забруднення [г])
- {\displaystyle u} - швидкість вітру на висоті H метрів, [м/с]
- {\displaystyle H} - ефективна висота джерела забруднення, [м]
- {\displaystyle t} - час перенесення, [з]
- {\displaystyle \sigma _{x},\sigma _{y}} - горизонтальні дисперсії, [м]
- {\displaystyle \sigma _{z}} - вертикальна дисперсія, [м]
- {\displaystyle x_{0},y_{0},H} - координати точкового джерела забруднення, [м]

Параметри {\displaystyle \sigma _{x},\sigma _{y},\sigma _{z}} збільшуються з відстанню {\displaystyle x-x_{0}}, швидкість збільшення залежить від інтенсивності турбулентності та стабільності атмосфери. Для практичного використання залежності {\displaystyle \sigma _{x},\sigma _{y},\sigma _{z}} від відстані визначаються на основі експериментальних даних.

### Стаціонарна Гаусова модель
Інтегруючи по часу концентрацію забруднень, що викидаються з безперервного джерела, можна отримати сталий розподіл концентрації для стаціонарної моделі Гауса

{\displaystyle C(x,y,z)={\frac {Q}{2\pi u\sigma _{y}\sigma _{z}}}\exp[-{\frac {(y-y_{0})^{2}}{2\sigma _{y}^{2}}}]\{\exp[-{\frac {(z-H)^{2}}{2\sigma _{z}^{2}}}]+\exp[-{\frac {(z+H)^{2}}{2\sigma _{z}^{2}}}]\}}
В обох випадках напрямок вітру збігається з напрямком осі {\displaystyle x}
У гаусовій моделі також передбачається, що має місце відбиття забруднюючої речовини від поверхні землі. Відображення характеризується членом в фігурних дужках. Модель побудована на припущенні однорідності і стійкості атмосфери.
Представлена модель має ряд недоліків:
- Не враховує рельєф поверхні
- Не враховує зміну метеорологічних параметрів в просторі і в часі
- Не описує роботу джерел забруднення працюючих протягом обмеженого часу
- Використовуються характеристики отримані лише для наземних джерел
- Не враховує вертикальну структуру граничного шару

Гаусові моделі можуть адекватно описувати розподіл забруднюючої речовини тільки в горизонтальному напрямку, для розрахунку вертикального профілю вони можуть бути застосовані на дуже коротких відстанях.

### Модель Пасквілла-Брігса
Значення дисперсій задаються у вигляді: 

{\displaystyle \sigma _{y}=p_{1}x(1+q_{1}x)^{-0.5}} 

{\displaystyle \sigma _{z}=p_{2}x(1+q_{2}x)^{-1}}
- {\displaystyle p_{i},q_{i}} - задаються таблично для кожного класу стійкості атмосфери

Для відстаней від 100 м до 10 км в разі рівної відкритої місцевості  

{\displaystyle \sigma _{y}={\frac {\alpha _{x}x}{\sqrt {1+10^{-4}x}}}} 

{\displaystyle \sigma _{z}={\frac {\alpha _{z}x}{s_{z}(x)}}}

### Таблиця класів стійкості Пасквілла
| Швидкість вітру, м/с | Класи стійкості атмосфери A-F           | Класи стійкості атмосфери A-F           | Класи стійкості атмосфери A-F           | Класи стійкості атмосфери A-F | Класи стійкості атмосфери A-F |
| Швидкість вітру, м/с | Денний час. Рівень сонячного освітлення | Денний час. Рівень сонячного освітлення | Денний час. Рівень сонячного освітлення | Нічний час. Хмарно            | Нічний час. Хмарно            |
| Швидкість вітру, м/с | Сильний                                 | Середній                                | Слабкий                                 | >50%                          | <50%                          |
| <2                   | A                                       | A-B                                     | B                                       | E                             | F                             |
| 2-3                  | A-B                                     | B                                       | C                                       | E                             | F                             |
| 3-5                  | B                                       | B-C                                     | C                                       | D                             | E                             |
| 5-6                  | C                                       | C-D                                     | D                                       | D                             | D                             |
| >6                   | C                                       | D                                       | D                                       | D                             | D                             |

### Модель Сеттона
Спочатку Сеттон отримав формулу для наземних джерел забруднення, яка підтвердилася результатами спостережень в Портоні (Англія) при збалансованих умовах для невеликих відстаней (кілька сотень метрів).
Розподіл домішок поблизу точкового джерела в різних напрямках описується законом Гауса. Концентрація домішок в точці {\displaystyle (x,y,z)} від джерела, розташованого на початку координат, пропорційна добутку

{\displaystyle p_{y}={\frac {1}{\sigma _{y}{\sqrt {2\pi }}}}\exp(-{\frac {y^{2}}{2\sigma _{y}^{2}}})}

на аналогічні функції {\displaystyle p_{z}} и {\displaystyle p_{x}}

- {\displaystyle \sigma _{y}^{2}} дисперсія розподілу домішок в напрямку {\displaystyle y}

{\displaystyle \sigma _{i}^{2}={\frac {1}{2}}c_{i}^{2}({\overline {u}}t)^{2-n}} 

- {\displaystyle c_{i}} деякі коефіцієнти
- {\displaystyle {\overline {u}}} середня по висоті швидкість вітру
- {\displaystyle t} час після моменту дії джерела (в разі миттєвого джерела), для безперервного джерела покладається, що

{\displaystyle t=x/{\overline {u}}}
- {\displaystyle i=1,2,3} відповідає {\displaystyle x,y,z}
- Параметр {\displaystyle n} можна визначити за допомогою вертикального профілю швидкості вітру, тим самим побічно врахувавши умови стратифікації

## Модель турбулентної дифузії
Повне рівняння масопереносу в загальному вигляді описується рівнянням турбулентної дифузії 

{\displaystyle {\frac {\partial C}{\partial t}}+{\frac {\partial }{\partial x}}u\cdot C+{\frac {\partial }{\partial y}}v\cdot C+{\frac {\partial }{\partial z}}\omega \cdot C={\frac {\partial }{\partial x}}D_{x}{\frac {\partial C}{\partial x}}+{\frac {\partial }{\partial y}}D_{y}{\frac {\partial C}{\partial y}}+{\frac {\partial }{\partial z}}D_{z}{\frac {\partial C}{\partial z}}}

Гранична умова 

{\displaystyle D_{z}{\frac {\partial C}{\partial z}}+\omega C=\beta C}
- {\displaystyle C} - концентрація забруднюючої речовини [г/м 3]
- {\displaystyle D_{x},D_{y},D_{z}} - коефіцієнти турбулентної дифузії [м2/с]
- {\displaystyle u} - середня швидкість вітру уздовж осі {\displaystyle x}, [м/с]
- {\displaystyle v} - середня швидкість вітру уздовж осі {\displaystyle y}, [м/с]
- {\displaystyle \omega } - середня швидкість седиментації частинок забруднюючої речовини, [м/с]
- {\displaystyle \beta } - постійна [м/с]. При {\displaystyle \beta =0} гранична умова означає, що потік на поверхні дорівнює нулю, вся забруднююча речовина залишається в атмосфері "відбиваючись" від поверхні землі. При {\displaystyle \beta =\infty } забруднююча речовина "прилипає" до поверхні. У проміжному випадку {\displaystyle 0<\beta <\infty } речовина частково "відбивається" частково "прилипає", зазвичай розглядаються лише дві крайні можливості - "відбиття" або "прилипання".

В окремих випадках аналітичний розв'язок рівняння турбулентної дифузії в припущеннях має конкретні функції коефіцієнтів дифузії від координат. 

Vanadis - приклад розв'язку 3D-рівняння турбулентної дифузії - метод кінцевих елементів

Vanadis - приклад розв'язку 3D-рівняння турбулентної дифузії - метод кінцевих елементів

 

### Розв'язок рівняння турбулентної дифузії при постійних коефіцієнтах дифузії та однорідних граничних умовах
Розв'язок рівняння турбулентної дифузії при постійних коефіцієнтах турбулентної дифузії {\displaystyle D_{x},D_{y},D_{z}} при дії постійного точкового джерела забруднення з урахуванням однорідних граничних умов 

{\displaystyle u{\frac {\partial C}{\partial x}}=D({\frac {\partial C}{\partial x}}+{\frac {\partial C}{\partial y}}+{\frac {\partial C}{\partial z}})+Q\delta (r)}
- {\displaystyle Q\delta } - Дія постійного точкового джерела забруднення, {\displaystyle \delta } - дельта-функція Дирака
- {\displaystyle Q} - Потужність точкового джерела забруднення, [г/с]
- {\displaystyle r} - Відстані від джерела, [м]
- {\displaystyle D=D_{x}=D_{y}=D_{z}} - Коефіцієнт турбулентної дифузії, [м2/с]

Розв'язок рівняння 

{\displaystyle C(x,y,z)={\frac {Q}{4\pi Dr}}\exp[-{\frac {u}{2D}}(r-x)]} 

Відповідно до цієї моделі, залежність концентрації від відстані до джерела має гіперболічний характер, в той час як за моделлю Гауса ця залежність носить характер експоненціального закону за спаданням.

### Розв'язок рівняння турбулентної дифузії при постійних коефіцієнтах дифузії при крайовій умові "відбиття"
Розв'язок рівняння турбулентної дифузії при {\displaystyle u=const}, і наявність в точці {\displaystyle x=0,y=0,z=h}, стаціонарного точкового джерела забруднення і при крайовій умові «відбиття» на рівні {\displaystyle z=0}: 

{\displaystyle D_{z}{\frac {\partial C}{\partial z}}+\omega C=0,z=0}

{\displaystyle C(x,y,z)={\frac {Q}{2\pi x{\sqrt {D_{y}D_{z}}}}}\exp[-{\frac {uy^{2}}{4D_{x}\cdot x}}]\{\exp[-{\frac {u(z-h)^{2}}{4D_{z}\cdot x}}]+\exp[-{\frac {u(z+h)^{2}}{4D_{z}\cdot x}}]\}}

### Розв'язок стаціонарного рівняння турбулентної дифузії при степеневій залежності вертикального коефіцієнта турбулентної дифузії
Математична постановка задачі 

{\displaystyle u{\frac {\partial C}{\partial x}}=D_{y}{\frac {\partial ^{2}C}{\partial y^{2}}}+{\frac {\partial }{\partial z}}D_{z}(z){\frac {\partial C}{\partial z}}}

Гранична умова або "відбиття", або поглинання. 

- Рівняння записано з нехтуванням дифузії вздовж напрямку вітру (вісь {\displaystyle x})
- {\displaystyle D_{y}=const} коефіцієнт горизонтальної турбулентної дифузії, [м2/с]
- {\displaystyle D_{z}(z)=D_{1}({\frac {z}{z_{1}}})^{1-1/p}} коефіцієнт вертикальної турбулентної дифузії м  2 /с]
- {\displaystyle p} параметр термічної стійкості повітря, {\displaystyle p=\infty } - байдужа стратифікація; {\displaystyle p>0} - стійка стратифікація; {\displaystyle p<0} - конвекція

## Методика ОНД - 86
У деяких країнах колишнього СРСР для розрахунку локального забруднення атмосфери викидами промислових підприємств застосовується методика ОНД-86, що зводить до послідовності аналітичних виразів, отриманих в результаті апроксимації різницевого рішення рівняння турбулентної дифузії.
Методика ОНД-86 дозволяє розраховувати максимально можливий розподіл концентрації викидів в умовах помірно нестійкого стану атмосфери і усереднені в 20-30 хвилинному інтервалі, але не враховує такі фактори, як клас стійкості атмосфери і шорсткість підстильної поверхні. Методика застосовна для розрахунку концентрацій домішок на відстані від джерела не більше 100 км.